# Angela de la Cruz
Angela de la Cruz, au siècle María de los Ángeles Guerrero González (Séville, 30 janvier 1846, Séville, 2 mars 1932) est une religieuse catholique espagnole, fondatrice des Sœurs de la compagnie de la Croix et reconnue comme sainte par l'Église catholique. Sa fête est célébrée le 2 mars. 

## Son œuvre

### Enfance et jeunesse
María de los Angeles Guerrero Gonzales est née à Séville le 30 janvier 1846. Elle grandit dans une famille modeste et religieuse. Son père est un cardeur originaire de la province de Cadix. Ses parents travailleront au service des religieux trinitaires du couvent de Séville. Maria de los Angeles aura quatorze frères et sœurs, dont seulement six parviendront à l'âge adulte. Elle ne resta que quelques années à l'école élémentaire et à l'âge de douze ans, elle part travailler comme ouvrière dans une usine de chaussures, afin de subvenir aux besoins de la famille. 
À ses seize ans, elle entre en contact avec José Torres Padilla, prêtre jésuite réputé dans la région. Il devient son directeur spirituel et l'oriente vers sa vocation religieuse. À ses dix-neuf ans, Maria de los Angeles demande son admission chez les carmélites mais c'est un échec. Quatre ans plus tard, elle intègre les Sœurs de Saint Vincent de Paul et travaille comme sœur infirmière auprès des malades à l'Hôpital de las Cinco Llagas de Séville. Elle doit cependant abandonner la vie religieuse à cause de ses problèmes de santé. Curieusement, sa santé se rétablit soudainement.

### Fondation de la compagnie de la Croix
En 1871, à l'âge de vingt-cinq ans, c'est par un acte privé qu'elle promet au Seigneur de vivre selon l'évangile. C'est à cette période qu'elle connaît une expérience mystique qui sera déterminante pour sa vie. Alors qu'elle est en prière, elle voit une croix vide devant son crucifix, sans Christ. Dès lors, elle aspire à s'offrir pour lui et pour le salut des âmes. Sur les conseils de son directeur spirituel, le Père José Torres Padilla, elle commence à écrire un journal spirituel dans lequel elle exposera en détail les règles de vie de l'Institut qu'elle allait fonder.
En 1875, elle donne naissance à la congrégation religieuse des Sœurs de la compagnie de la Croix. Le but de l'institut est de servir Dieu à travers les malades et les plus nécessiteux. La devise est : "Se faire pauvre avec le pauvre pour l'amener au Christ". De nombreuses compagnes rejoignent Maria de los Angeles dans son œuvre et des bienfaiteurs lui offrent une première propriété. Elles exercent alors une "charité d'urgence" au service des sans-domicile, des analphabètes, des orphelins, des malheureux.
En 1876, une épidémie de variole se déclare à Séville et les Sœurs de la Croix se distingue par leur dévouement et leur aide envers les malades. L'institut s'attire l'admiration de la population et dès lors, il connaît une forte croissance. De nombreuses maisons sont créées dans l'ensemble de l'Espagne. Maria de los Angeles, devenu Mère Angela de la Cruz lors de sa profession religieuse, est surnommé par la population la "mère des pauvres". Malgré les honneurs auxquels on l'invite pour son œuvre, elle les refuse et mène une vie discrète et laborieuse. 
En 1894, elle se rend à Rome pour y rencontrer le pape Léon XIII qui donne une première approbation de l'institut. Il sera reconnu de droit pontifical en 1904 par le pape Pie X. Après avoir développé la compagnie et travaillé à la formation spirituelle de ses religieuses, Mère Angela de la Cruz mourut le 2 mars 1932, âgée de 86 ans. À sa mort, on entendit dire dans Séville : "la sainte est morte !"

## Béatification, canonisation et fête

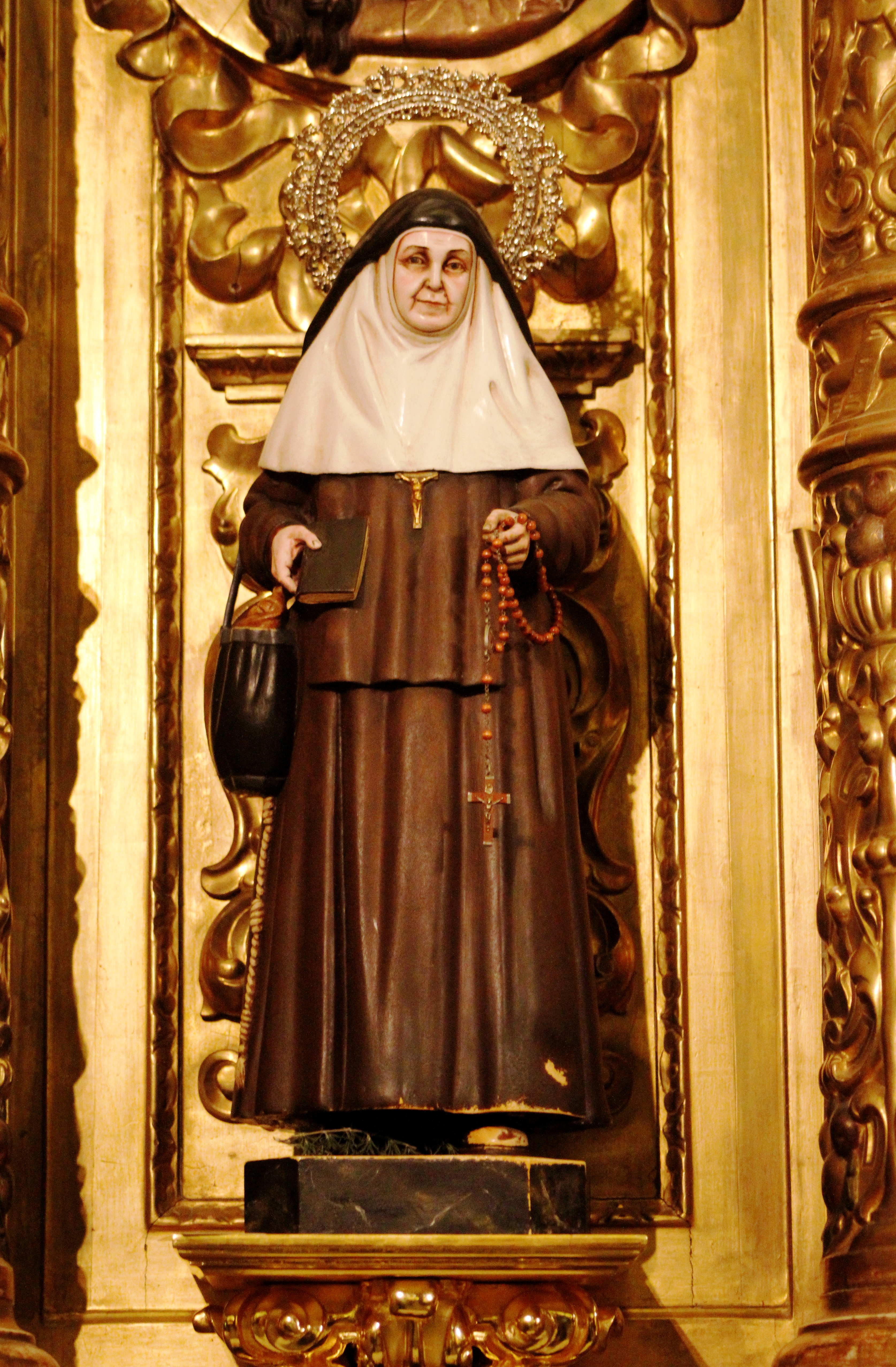
Statue de sainte Angela de la Cruz

L'introduction de la cause en béatification et canonisation d'Angela de la Cruz débute en 1938 dans le diocèse de Séville. L'enquête diocésaine est clôturée en 1952 et transférée à Rome en 1960, pour y être étudiée par le Saint-Siège. Le 12 février 1976, le pape Paul VI reconnaît l'héroïcité des vertus d'Angela de la Cruz et la déclare vénérable.
Après la reconnaissance d'un miracle obtenu par son intercession par le Saint-Siège, elle est béatifée le 5 novembre 1982 à Séville par le pape Jean-Paul II, lors de son voyage apostolique en Espagne. C'est à la suite de la reconnaissance comme authentique d'un second miracle qu'elle est canonisée par le pape Jean-Paul II à Madrid, avec : Pedro Poveda Castroverde, José Maria Rubio, Genoveva Torres Morales et Maravillas de Jesús. 
Son corps est exposé à la vénération des fidèles dans une châsse en verre conservée dans la crypte de la Maison généralice de la compagnie de la Croix à Séville, aux côtés de sainte Marie de l'Immaculée de la Croix.
Elle est commémorée le 2 mars selon le Martyrologe romain.

## voir aussi